# DSB ME (II)

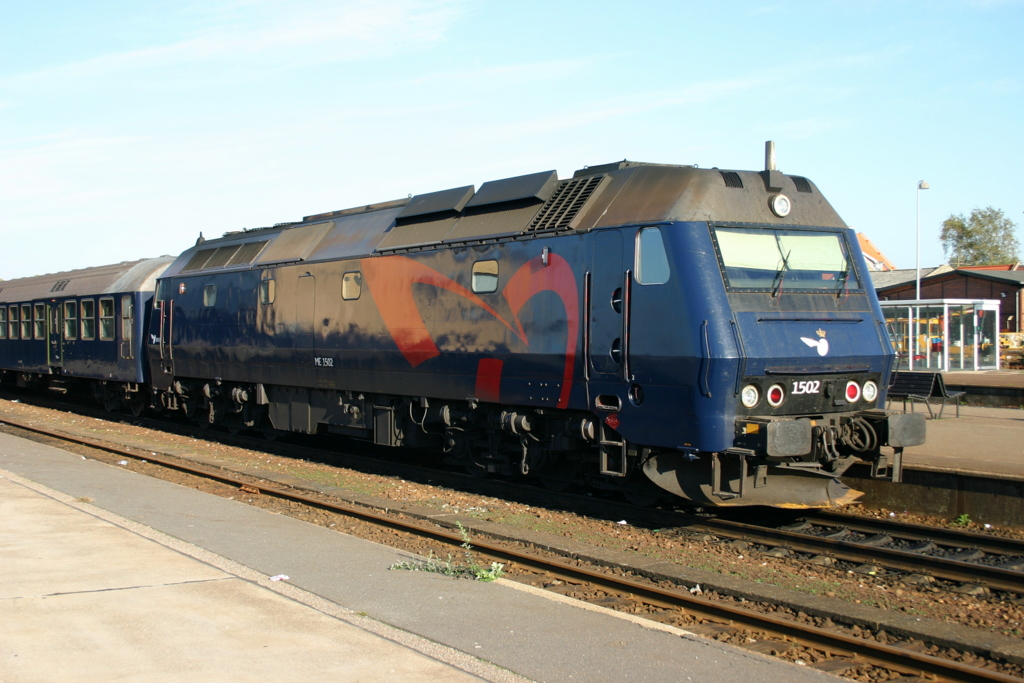
DSB ME 1502 am 17. Oktober 2006 in Nykøbing Falster

Die Lokomotiven der Baureihe ME (II) mit dieselelektrischer Leistungsübertragung waren die letztbeschaffte Baureihe von Diesellokomotiven für den Streckendienst der Danske Statsbaner. In zwei Bauserien wurden insgesamt 37 Exemplare hergestellt.
Die Fahrzeuge sind technisch eng verwandt mit der Di 4 der Norwegischen Staatsbahn.
Die Lokomotiven haben eine im unteren Bereich abgekantete Stirnfront mit einteiliger Frontscheibe, Die Seitenwände sind glatt und leicht bauchig, der Maschinenraum besitzt auf jeder Seite vier Fenster. Zwischen Dach und Seitenwand ist eine Dachschräge. Vorne haben die Lokomotiven ein großes Schneeräumschild, an der Seite Blinkleuchten zur Anzeige der Abfahrbereitschaft.
Die Lokomotiven sind mehrfachtraktions- und wendezugfähig.

## Modernisierung
Im Verlauf der Einsatzproblematik mit den Triebzügen der Baureihe MG (IC4) waren die DSB 2010 gezwungen, auch im Raum Kopenhagen weiter auf die Reihe ME zurückzugreifen. Dies stellte unter anderem deshalb ein Problem dar, weil die Schadstoffemissionen der ME-Dieselloks bei weitem die Grenzwerte übertrafen, die in Kopenhagen für Lkw galten. Deshalb wurden für 20 der vorhandenen Lokomotiven von EMD in den Vereinigten Staaten so genannte Emissionskits beschafft, die den Ausstoß von Stickoxiden (NOx) um rund 34 Prozent und denjenigen von Rußpartikeln um 37 Prozent reduzieren. Die Menge an unverbranntem Öl in dem Abgas wurde ebenso vermindert.
Nach dem Umbau entsprachen die Lokomotiven dem Standard der amerikanischen Umweltbehörde EPA Tier 0 Regulation 40 CFR Part 20.
Die in der Region Kopenhagen eingesetzten Lokomotiven wurden als erste umgerüstet. 2016 waren auch alle übrigen noch vorhandenen Lokomotiven mit dem Emissionskit ausgestattet.

## Ausmusterungen
- ME 1502 war von 2013 bis 2016 im Maskindepot København Gb (Godsbanegård) abgestellt und wurde 2016 zur Verschrottung an Børge Kristiansen & Søn A/S verkauft.
- ME 1507 war seit 2012 in der Cvk Kh (Centralværkstedet København) abgestellt und wurde 2016 zur Verschrottung an Børge Kristiansen & Søn A/S verkauft.
- ME 1510 wurde nach einem Brand am 30. November 2005 in Høje Taastrup am 24. März 2006 ausgemustert. Zur Gewinnung von Ersatzteilen war die Lok von 2006 bis 2007 in der Cvk Kh und wurde dort 2007 verschrottet.[3]
- ME 1512 wurde im Juli 2018 in Kopenhagen abgestellt und im gleichen Jahr bei Esbjerg Produktforretning A/S verschrottet.

## Verkäufe

### NRFAB TMe
Zu Beginn des Jahres 2020 wurden die ME 1509, 1513 und 1527 an die Leasing-Gesellschaft Nordic Re-Finance AB verkauft und erhielt dort die Bezeichnung NRFAB TMe mit gleichbleibender laufender Nummer.
Anfang 2021 kaufte Nordic Re-Finance mit der ME 1514 eine weitere ME-Lokomotive von DSB, die in der Werkstätte von Railcare in Långsele auf den Betrieb in Norwegen umgebaut wurde. Danach soll sie ab Mai an OnRail Scandinavia verliehen und im Güterzugverkehr zwischen Åndalsnes und Oslo eingesetzt werden. Ferner plant Nordic Re-Finance den Kauf aller noch in Dänemark vorhandenen Lokomotiven.
Am 21. November 2021 kaufte Nordic Re-Finance die restlichen bei den DSB verbliebenen 26 Lokomotiven der Baureihe, dazu 250 Paletten mit dem gesamten Ersatzteillager und allen Spezialwerkzeugen. Mit den DSB besteht eine Vereinbarung zur technischen Hilfeleistung bei Betriebsproblemen. Die von Knorr-Bremse übernommene Komponentenwerkstatt von DSB wird weiterhin Drehgestelle, Achsen und Fahrmotoren erneuern. Die Lokomotiven werden in die Lokomotivwerkstatt von Railcare in Långsele gebracht. Dort werden notwendige Inspektionen, der ATC-Einbau, eventuelle Reparaturen und die Lackierung in Grün und Blau ausgeführt. Neben einem GPS erhalten die Lokomotiven Sensoren, um Daten von den Lokomotiven in Echtzeit an das Überwachungssystem von NRFAB zu liefern.
Seit April 2025 befinden sich die Lokomotiven 1504, 1517, 1524, 1527 und 1535 zu Testfahrten in Ungarn. Die Ungarischen Eisenbahnen Magyar Államvasutak (MAV) beabsichtigen diese Lokomotiven für ihr Dieselnetz anzumieten.